# Intel487SX

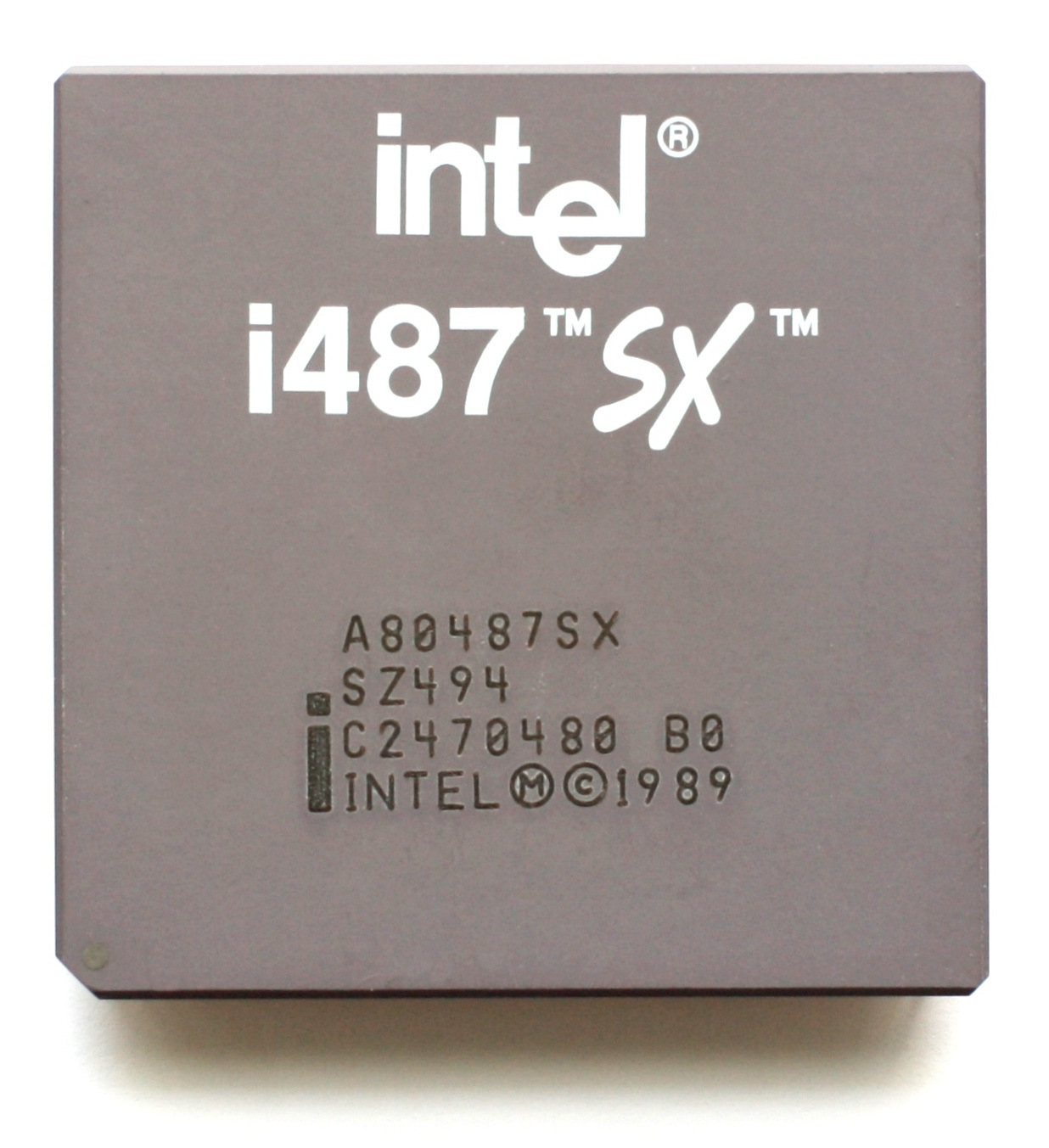
Intel i487SX

Intel A80487SX — микропроцессор серии Intel 80486, позиционировавшийся в качестве расширения функциональности систем, построенных на базе процессоров Intel 486SX, которые не имели работающего математического сопроцессора — FPU. Выпущен в начале 1990-х годов.

## Основные сведения
Intel 487SX по сути являлся процессором Intel 486DX, который имел изменённое назначение некоторых выводов и дополнительный 169-й вывод, нужный для правильной ориентации процессора в гнезде, и заодно делающий невозможным установку вместо него обычного Intel 486DX.
При установке в своё специальное дополнительное гнездо на материнской плате этот процессор отключал имеющийся процессор Intel 486SX. На некоторых системах, имеющих только одно гнездо для процессора, Intel 487SX можно было устанавливать вместо Intel 486SX — но только при условии полной поддержки такой замены со стороны материнской платы.
Стоит заметить, что в любой компьютер, рассчитанный на использование Intel 487SX, можно установить и микросхему DX2/DX4/OverDrive, получив таким образом кроме математического сопроцессора ещё и существенное увеличение общей производительности компьютера.